# Кабаяки
Кабаяки (яп. 蒲焼) — японский способ приготовления рыбы, в особенности угря унаги, при котором у рыбы отрезается спина (или брюхо), удаляются потроха и кости, происходит разделка на две части, после чего тушка режется на прямоугольное филе, нанизывается на шампур, обмакивается в сладкий соус на основе соевого и жарится на гриле или гридле. Кроме унаги подобная техника используется и для других длинных рыб без чешуи, таких как хамо (японский щукорылый угорь), додзё (голец), сом, анаго (японский морской угорь) и гимпо (яп. ギンポ рыбы семейства маслюковые). Этот метод также используется и при производстве консервов, которые обозначаются как «самма в стиле кабаяки».
Угорь-кабаяки — очень популярное блюдо, которое богато витаминами A и E, а также жирными кислотами омега-3. В эпоху Эдо популярной традицией стало поедание кабаяки летом для придания сил, особенно в день середины лета, называемый День Быка, который случается каждый год между 18 июля и 8 августа. Угорь-кабаяки часто подаётся в миске уложенным на отварном рисе (подача в стиле домбури) и называется унадон. Более престижной формой сервировки является унадзю, когда блюдо кладётся в лакированные шкатулки, называемые дзюбако. Если рыба подаётся рубленной на части и перемешанной в равных пропорциях с рисом, то блюдо называется хицумабуси (яп. 櫃まぶし) и является излюбленным в окрестностях Нагои.

## В кухнях Канто и Кансай
Существует две основные школы готовки кабаяки:
В регионе Канто (восточная Япония) у угря режется спина и происходит разделка на две части, в результате чего светлая полоска от брюшка проходит сквозь середину каждого куска филе. Длинный угорь режется на короткие прямоугольные куски, после чего нанизывается на шампуры. Также особенностью региона является то, что угорь изначально готовится без приправ до состояния называемого сираяки, затем готовится на пару, после чего к нему добавляются приправы и он снова жарится на гриле. В результате этих манипуляций после жарки на гриле угорь становится более нежным и обладает слоистой текстурой.
В регионе Кансай (западная Япония) у угря разрезается брюшко и он сразу жарится на гриле без отпаривания, иногда во всей своей изначальной длине, и называется нагаяки. Поскольку кожа может быть жёсткой и жилистой, то во время готовки угря могут поместить между двумя слоями риса, чтобы пар помог его разварить. В Кансае угря часто называют «мамуси», также как и гадюку, распространённую в Японии. Существует теория, что это произошло из-за искажения слова «мабуси», означающего «обрызгивать», хотя по другой теории считается, что это является отсылкой к форме гадюки и её тонизирующим свойствам при потреблении в пищу.

## Этимология
Существует несколько гипотез о происхождении слова кабаяки. Название обычно записывается с помощью кандзи 蒲焼, означающим жаренного на гриле сома. В старых источниках, таких как «Дзокуго ко» («Измышления о разговорных словах»), сочинениях Манко Морисады и в «Кисэй дзибуцу ко» (яп. 近世事物考, «Измышления о предметах, появившихся не так давно в современную эпоху») отмечалась схожесть кабаяки с плодами рогоза. Историк кулинарии Тэкиса Мотояма (1881—1958) считал, что изначально всего угря готовили нанизанным на шампур вертикально, из-за чего ему и дали имя «кабаяки» за схожесть с рогозом по форме и цвету. Эта же гипотеза высказывается и в отношении этимологии слова «камабоко».
Другая распространённая теория, описанная в сочинении «Ёсу фуси» (яп. 雍州府志, «Записки о провинции Ямасиро») и в очерках Сэнрё Кикуоки «Хонтё Седзи Данки» (яп. 本朝世事談綺) утверждается, что название было дано из-за схожести обугленной стороны кожи рыбы с корой бука (яп. 樺皮 каба кава). Мотояма также отмечал возможное происхождение от слова «кобасий», означающего «ароматный» (яп. 香ばしい), использующегося для еды, которую пекут или жарят.